# كامران علي إقبال
كامران علي إقبال (بالنرويجية البوكمول: Kamran Ali Iqbal)‏ هو لاعب كرة قدم نرويجي في مركز الدفاع، ولد في 20 فبراير 1995 في أوسلو في النرويج. لعب مع نادي فوليرينغا.

## وصلات خارجية
- كامران علي إقبال على موقع اتحاد النرويج (النرويجية)
- كامران علي إقبال على موقع قاعدة بيانات كرة القدم.إي يو (الإنجليزية)